# ديف باورز
ديف باورز (بالإنجليزية: Dave Powers)‏ هو مخرج أمريكي، ولد في 2 ديسمبر 1932 في بحيرة بيج بير ‏ في الولايات المتحدة، وتوفي في 3 يوليو 2008 في بالم ديسيرت في الولايات المتحدة بسبب سرطان الجلد.

## وصلات خارجية
- ديف باورز على موقع IMDb (الإنجليزية)
- ديف باورز على موقع قاعدة بيانات الفيلم (الإنجليزية)